# 노랑개코원숭이
노랑개코원숭이(Papio cynocephalus)는 구세계원숭이에 속하는 개코원숭이의 일종이다.
Cynocephalus는 그리스어로 "개 머리"를 의미하고, 주둥이와 머리의 형상때문에 그렇게 이름지어졌다. 호리호리한 몸에, 긴 팔과 다리 그리고 누르스름한 다갈색 머리카락을 지니고 있다. 차크마개코원숭이와 닮았지만 더 작고, 노랑개코원숭이의 주둥이는 길게 뻗어 있지 않다. 얼굴은 털이 없고 검은 색이며, 둘레에 흰 살쩍이 나 있다. 수컷은 약 84 cm까지, 암컷은 약 60 cm까지 자란다. 거의 몸 길이까지 자라는 긴 꼬리를 지니고 있다.

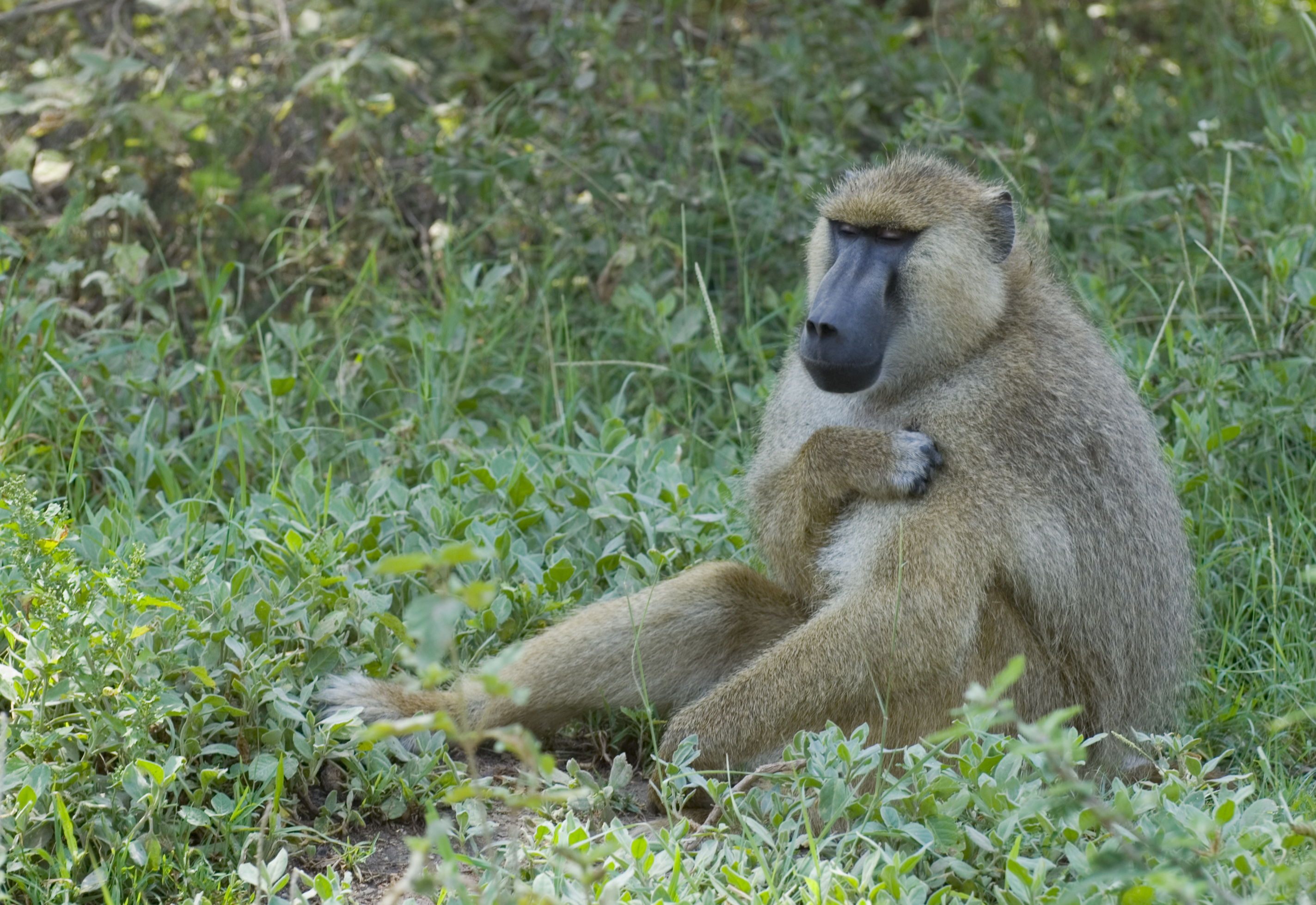

노랑개코원숭이는 케냐와 탄자니아 그리고 보츠와나에 이르는 동아프리카의 사바나와 나무가 별로 없는 숲에서 산다. 주행성 동물이자, 영역 과시형 동물이고 암수가 섞여서 복잡한 군집 생활을 한다. 과일을 좋아하는 잡식성 동물이지만, 다른 식물뿐만 아니라 곤충도 먹는다.
노랑개코원숭이는 3종의 아종이 있다:
- Papio cynocephalus cynocephalus (노랑개코원숭이 모식종)
- Papio cynocephalus ibeanus
- Papio cynocephalus kindae